# Chapelle Saint-Remi d'Hamerenne
La chapelle Saint-Remi, également connue comme chapelle Sainte-Odile, est un édifice religieux catholique sis à Hamerenne, près de Rochefort, dans la province de Namur (Belgique).  Remontant au XIIe siècle dans ses parties plus anciennes, la chapelle fut remaniée au XVIIe siècle lorsque les pèlerinages à sainte Odile se développèrent.

## Histoire
Des fouilles archéologiques entreprises en 1963-1964 ont dégagé les vestiges d’une tour de défense datant du XIe siècle. Elle aurait été à l’origine de la chapelle – de style roman – construite au XIIe siècle. Des traces de collatéraux font penser que la chapelle était alors plus vaste que le bâtiment d’aujourd’hui.   
Depuis 1715 la chapelle est également connue sous le nom de chapelle Sainte-Odile. On y venait pour être guéri des maux de la vue. Le corps de sainte Odile – née aveugle, sainte Odile recouvra la vue à son baptême  - porté en procession serait passé par Hamerenne en 1714 ou 1715 et depuis lors des pèlerinages à la sainte s’y développèrent. Mgr Jean-Ernest de Löwenstein-Wertheim, évêque de Tournai de 1713 à 1731, étant devenu aveugle, fit faire  des neuvaines à Hamerenne, en l'honneur de sainte Odile, et le baron de Soumagne et de Nandrin, qui mourut en 1734, fit réparer la chapelle et lui donna une statue de saint Remi et une autre de sainte Odile. Saint Druon, patron des bergers, est également honoré dans cette chapelle.
La chapelle a été classée au patrimoine immobilier de Wallonie en 1946. Le dimanche de juillet suivant la fête de sainte Odile une messe spéciale était célébrée en son honneur dans la chapelle. 

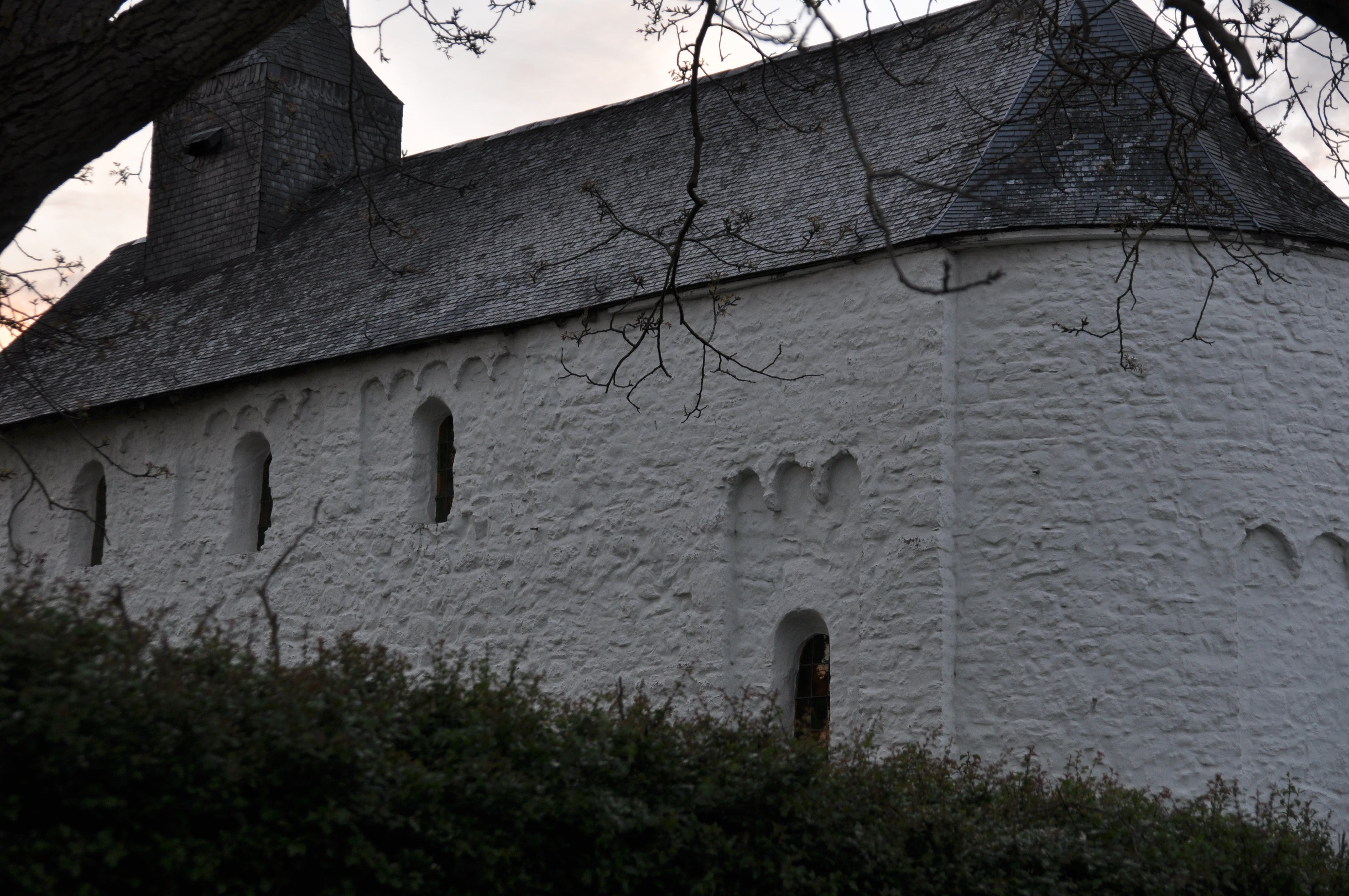
Détail des fenêtres de la chapelle

## Description
Ce sanctuaire – qui fait 15 mètres de long et 5 mètres de large – est composé d’une seule nef de trois travées, éclairée par 6 fenêtres étroites en arc. Elle se termine en une abside hémicirculaire. Le mur latéral gauche porte trois fenêtres en arc, dont deux sont fixées dans un arc plus grand (ce qui est caractéristique de l’architecture de style roman).
Le chœur est décoré de fresques datant de 1654, et la chapelle abrite une statue gothique de saint Rémi en bois polychrome ainsi qu’une statue de sainte Odile. 
La chapelle conserve un beau mobilier des XVIIe et XVIIIe siècles et quelques statues de l’époque. A cette même époque les parements de la façade ont été refaits et les collatéraux de l’édifice ont été rasés. Il en reste des traces.